# Chögyam Trungpa

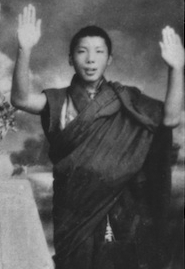
Chögyam Trungpa (vor 1959)

Chögyam Trungpa (Wylie: Chos rgyam Drung pa; 28. Februar 1939 – 4. April 1987) war ein Linienhalter und Tertön der Kagyü- und Nyingma-Traditionen des tibetischen Buddhismus, sowie der von ihm begründeten Shambhala-Übermittlung. Er wurde vom XVI. Gyalwa Karmapa als XI. Trungpa Tulku erkannt und erhielt von Kind auf eine traditionelle Ausbildung, wie es für den höchsten Abt der Surmang Klöster üblich war. Er begründete in Nordamerika die Organisation Vajradhatu mit zahlreichen Meditationszentren, Shambhala-Training und die Naropa University.

## Leben
Chögyam Trungpa wurde 1939 in der damaligen tibetischen Provinz Kham (der heutigen Provinz Qinghai) als Kind einer Nomadenfamilie geboren. Er wurde vom 16. Karmapa Rangjung Rigpe Dorje als elfter Trungpa-Tulku anerkannt und als oberster Abt der Surmang-Klöster und Gouverneur des Surmang-Distrikts inthronisiert. Chögyam Trungpa war Linienhalter der Kagyü- und der Nyingma-Tradition des tibetischen Buddhismus. Nach seiner Anerkennung als Tulku erhielt er eine umfassende Ausbildung in Theorie und Praxis der buddhistischen Lehren und wurde 1948 als Mönchsnovize ordiniert. 1958 bekam er im Alter von 18 Jahren die volle Mönchsordination und zum Abschluss seiner Ausbildung die Titel Kyörpön (Abschluss des Studiums) und Khenpo (Meister der Gelehrsamkeit). Im Jahr darauf, nach dem Aufstand von 1959, floh er über den Himalaya zu Fuß nach Indien. Hier übertrug ihm der 14. Dalai Lama, Tendzin Gyatsho, sehr bald das Amt des geistigen Beraters der Young Lamas Home School in Dalhousie in Südindien. Chögyam Trungpa bekleidete dieses Amt von 1959 bis 1963. 1963 erhielt Trungpa mit Hilfe wohlwollender Westler ein Spalding-Stipendium für einen Aufenthalt in Oxford, und erhielt „common room“-Zugang (eine Art offizieller, nicht-akademischer Status als Freund des Colleges) zum St. Antony’s College, Universität Oxford.
Schon in England begann er, als Lehrer tätig zu werden. Zusammen mit Akong Rinpoche gründete er 1967 das nach Samye benannte Meditationszentrum Samye Ling beim Dorf Eskdalemuir in Dumfriesshire in Schottland. 1969 gab er nach einem Autounfall seine Mönchsgelübde auf. Er heiratete die Engländerin Diana Judith Pybus (Lady Diana Mukpo; auch: Sakyong Wangmo) und siedelte mit ihr, der Einladung vieler seiner Schüler folgend, in die USA über.
1974 gründete Trungpa Rinpoche in Boulder (Colorado) das Naropa Institut, die einzige staatlich anerkannte Universität auf der Grundlage buddhistischer Prinzipien, und begann von 1976 an, sein Shambhala Training zu vermitteln; in diesem Jahr half er Joni Mitchell, vom Kokain loszukommen. 1986 etablierte er – bereits durch seine jahrelange Alkoholkrankheit gesundheitlich angeschlagen – sein Hauptquartier in der kanadischen Provinz Nova Scotia, wo er kurze Zeit später an Komplikationen, die durch seinen Alkoholismus entstanden waren, starb.

## Schüler
Zu seinem Stellvertreter machte Trungpa Rinpoche Ende im Jahre 1976 den Italo-Amerikaner Thomas Rich, der von ihm den Namen Ösel Tenzin erhielt. Mit ihm wurde der erste „Westler“ zu einem Linienhalter der Kagyü-Tradition und vermutlich der Vajrayanatradition überhaupt. Nach einer HIV-Infektion verstarb Ösel Tenzin 1990 an den Folgen von AIDS.
Die von Trungpa Rinpoche gegründete Shambhala-Organisation wird heute von seinem Sohn Sakyong Mipham Rinpoche geleitet, der seinen Lehrauftrag weiterführt.
Die bekanntesten Schüler von Rinpoche sind unter anderen Allen Ginsberg, Pema Chödrön, Francisco Varela und Samuel Bercholz. Allen Ginsberg, einer der bekanntesten Schriftsteller und Poeten der USA, war bis zu seinem Tod 1997 Lehrer an der Naropa University. Pema Chödrön ist Autorin und Herausgeberin von mehreren Büchern über Meditation und Lebensführung, die weit über buddhistische Kreise hinaus bekannt und geschätzt sind. Samuel Berchholz ist Begründer und Miteigentümer des Shambhala-Verlages. Er beteiligte sich in der Naropa University an vielen bedeutenden Übersetzungen und Publikationen. In Europa ist einer seiner bekanntesten Schüler Han de Wit, Autor von Büchern über Buddhismus und Psychologie, u. a. „Kontemplative Psychologie“ und „Die verborgene Blüte“.

## Vorwürfe
Chögyam Trungpa wurde dafür kritisiert, dass er seine Ordination als Mönch ablegte und danach ein recht freizügiges weltliches Leben führte. Obwohl er in seiner Lehre von Shambhala auch eine säkulare Form von spiritueller Praxis lehrte, hatte er dennoch die monastische Tradition des Buddhismus nie in Frage gestellt. Darüber hinaus gründete er u. a. in Kanada 1984 das Kloster Gampo Abbey, das heute von Thrangu Rinpoche und Pema Chödrön geführt wird.

## Werke
- 1970 Ich komme aus Tibet. Mein Leben in der buddhistischen Mönchswelt und die Flucht über den Himalaja. Walter, Olten
- 1972 Aktive Meditation. Tibetische Weisheit. Walter, Olten (viele weit. Aufl.) ISBN 3-530-88801-X; Neuübersetzung 2006 Windpferd, Aitrang
- 1975 Spiritueller Materialismus. Aurum, Freiburg; u.d.T. Spirituellen Materialismus durchschneiden. Theseus, Küsnacht 1989, ISBN 3-85936-025-6; Berlin 1996, ISBN 3-89620-100-X
- 1976 mit Herbert V. Guenther: Tantra im Licht der Wirklichkeit. Aurum, Freiburg
- 1976 mit Francesca Fremantle (Hrsg.): Das Totenbuch der Tibeter. Diederichs, München (Diederichs Gelbe Reihe - DG 6 Tibet; viele weit. Aufl.) ISBN 3-424-00506-1; Hugendubel, München 2002, ISBN 3-7205-2311-X
- 1978 Jenseits von Hoffnung und Furcht. Octopus, Wien
- 1978 Das Märchen von der Freiheit und der Weg der Meditation. Aurum Freiburg; bearb. Neuausgabe u.d.T. Der Mythos Freiheit und der Weg der Meditation. Theseus, Küsnacht 1989, ISBN 3-85936-029-9; Berlin 1996, ISBN 3-89620-099-2 und 2006 Rowohlt, Reinbek
- 1979 Das Spiel der Illusion. Irisiana Verlag, Haldenwang ISBN 3-921417-24-4
- 1980 Mudra - Gesten der Weisheit. Erkenntnisse und Gedichte eines tibetischen Meisters. Zero, Alpen; 1990² Windpferd, Aitrang ISBN 3-89385-062-7
- 1982 Feuer trinken, Erde atmen. Die Magie des Tantra. Diederichs, Köln; 1989 Rowohlt, Reinbek (rororo transformation 8532) ISBN 3-499-18532-6
- 1986 Das Buch vom meditativen Leben. O.W.Barth, Bern und Scherz 1988², 1989³; 1995 Rowohlt, Reinbek bei Hamburg ISBN 3-499-18723-X
- 1993 Das Herz des Buddha. Barth, Bern
- 1995 Die Insel des JETZT im Strom der Zeit. Leben, Tod und andere Bardo-Erfahrungen im Buddhismus. Krüger, Frankfurt; u.d.verkürzt. Untertitel Bardo-Erfahrungen im Buddhismus. ab 1998 Fischer, Frankfurt (Spirit Fischer 13823) ISBN 3-596-13823-X
- 2000 Erziehung des Herzens. Buddhistisches Geistestraining als Weg zu Liebe und Mitgefühl. Arbor, Freiamt, 2004, ISBN 3-924195-63-3
- 2002 Weltliche Erleuchtung. Die Weisheit Tibets für den Westen. Arbor, Freiamt ISBN 3-924195-54-4
- 2004 Das Mandala in uns. Die buddhistische Sicht der inneren Ordnung. Diederichs, München ISBN 3-7205-2535-X
- 2004 Große östliche Sonne. Die Weisheit von Shambhala. Arbor Freiamt ISBN 3-936855-02-1
- 2006 Achtsamkeit, Meditation & Psychotherapie. Einführung in die buddhistische Psychologie. Arbor, Freiamt
- 2012 Das Buch vom meditativen Leben. Shambhala und der Pfad des inneren Kriegers. Knaur, München, ISBN 978-3-426-87575-9. (Amerikanische Originalausgabe: Shambhala. The Sacred Path of the Warrior. Shambhala Publications Inc., Boston 1984)
- 2012 Verrückte Weisheit. Leben ohne Hoffnung und Furcht. Windpferd, Oberstdorf 2012, ISBN 978-3-86410-028-4. (Mit einer Biografie von ihm, Kontaktadressen und Register)

  - The Collected Works of Chogyam Trungpa. Shambhala Publications, Boston/London 2003–2004, ISBN 1-59030-025-4